# Методи дослідження свердловин і пластів
Методи дослідження свердловин і пластів — дослідження нафтових і газових свердловин та продуктивних пластів включає комплекс методів, які різняться за технологічним і технічним виконанням. 

## Загальна характеристика
Дослідження свердловин починаються у процесі буріння: вимірювання зенітного кута (викривлення стовбура свердловини) і азимуту (інклінометрія), кавернометрія, відбір та аналіз бурового шламу, відбір та аналіз кернів.
Важливими є також геофізичні методи дослідження свердловин — електрометричні, радіоактивні, акустичні тощо. Електричні методи проводяться в необсаджених металевою обсадною колоною свердловинах і дають змогу виділити в розрізі нафто-, газо- і водонасичені горизонти, визначити їх товщину і фізико-хімічні властивості (пористість, проникність). Певним недоліком таких методів є те, що вони характеризують тільки відносно вузьку привибійну зону пласта.
Радіоактивні методи проводяться як у процесі буріння свердловин, так і під час експлуатації свердловин. Вони, доповнюючи електричні, дозволяють вивчити літологію порід, товщину нафтогазонасичених пропластків та їх характеристику (пористість, проникність, нафтогазонасиченість), розміщення водонафтогазових контактів, наявність заколонних перетоків рідин і газів.
Основними методами дослідження свердловин у процесі їх експлуатації є газогідродинамічні методи. Ці методи теоретично достатньо повно обґрунтовані в так званих «обернених задачах» підземної гідрогазомеханіки. Фактично ці методи вивчають характер припливу рідини і газу до свердловин і ґрунтуються на вимірюванні їх дебітів, вибійних тисків, термодинамічних умов фільтрації свердловинної продукції у привибійній зоні і при підйомі її на поверхню.
Особливістю газогідродинамічних методів дослідження є можливість отримати більш достовірну інформацію про геологічну будову нафтових родовищ у цілому та запобігти значним помилкам, які можуть бути допущені при використанні прямих методів дослідження, наприклад, при визначенні фізичних параметрів продуктивних пластів за керновим матеріалом.
Геофізичні дослідження застосовують при пошуках і розвідці нафти і газу (промислова геофізика) і води (геофізичні дослідження гідрогеологічних свердловин). Одержані дані забезпечують розчленування розрізу свердловин на пласти, визначення їх літології і глибини залягання, виявлення корисних копалин (нафти, газу тощо), кореляцію розрізів свердловин, оцінку параметрів пластів для підрахунку запасів (ефективну товщину, вміст корисних копалин), визначення об'єму покладу нафти, газу тощо. Геофізичні дослідження — основний спосіб геологічної документації розрізів свердловин, що дає великий економічний ефект за рахунок скорочення відбору керна і кількості випробувань пластів.

## Види досліджень за призначенням
За призначенням дослідження свердловин поділяються на первинні, поточні, комплексні та спеціальні:
1. Первинні дослідження проводять на всіх розвідувальних і видобувних свердловинах і дозволяють: визначити параметри пласта і його продуктивну характеристику; встановити видобувні можливості свердловини, зв’язок між дебітом, вибійним і гирловим тисками і температурою; режим експлуатації свердловини з урахуванням наявності та виносу рідких і твердих частинок у потоці, початковий пластовий тиск, ступінь і якість розкриття пласта тощо.
2. Поточні дослідження проводять на видобувних свердловинах у процесі розробки родовища. Основна їх мета полягає в отриманні інформації, необхідної для аналізу і контролю за розробкою. Ці дослідження проводять також до і після проведення у свердловинах інтенсифікаційних або ремонтно-профілактичних робіт.
3. Спеціальні дослідження проводять для визначення окремих параметрів, обумовлених специфічними умовами родовища: комплексні дослідження газоконденсатних свердловин із визначенням, крім гідродинамічних характеристик, зміни співвідношення між газовою і рідкою фазами і їх складу за різних гідродинамічних і термодинамічних умов; дослідження з контролю за станом газоводяного контакту, вивчення ступеня корозії свердловинного обладнання, визначення ступеня виснаження окремих пластів у процесі розробки, вивчення впливу вологи й руйнування пласта на продуктивність свердловини тощо.
4. Комплексні дослідження основані на гідродинамічних, геофізичних, термодинамічних і радіоактивних методах із одночасною автоматизацією всіх показників, зокрема фізико-хімічних характеристик газу, води, агресивних домішок і конденсату, за різних тисків і температур у промислових умовах. Тільки під час комплексних досліджень отримують найбільш достовірні дані про пласт, тоді як кожен вид дослідження окремо дає можливість отримати лише окремі характеристики.
Крім основних параметрів вимірюють міжколонні тиски та їх зміну залежно від процесу, що проходить у свердловині. Ці дослідження дозволяють вивчити міжколонні перетікання газу, герметичність свердловини і можливість перетоку газу у вищерозміщені пласти. Весь процес дослідження свердловин фіксують у часі.